# Bonaventura Pelaó i Gratacós
Bonaventura Pelaó i Gratacós (Tortellà, 1 de setembre de 1895 - Barcelona, setembre 1963) fou un futbolista català de la Dècada del 1920.
Era fill de Pere Pelaó (o Pelahó) i Puigvert i Maria Gratacós i Subirós tots dos naturals de Tortellà, i germà del també futbolista Esteve Pelaó.
Bonaventura va formar part del Club Esportiu Europa, des de la seva fundació, iniciant-se en els equips inferiors i arribant al primer equip de la temporada 1911-1912. Jugava d'interior esquerre i va defensar la samarreta escapulada fins a la temporada 1918-19, aconseguint l'ascens a la màxima categoria del futbòl català.
Per la manca de dades en els anys que va jugar, Bonaventura queda registrat en 12 partits oficials i 2 gols marcats, a més d'incomptables partits amistosos. S'estima que va disputar molts més partits oficials dels que hi ha registrats.
La temporada 1914-15 figurava a la llista d'àrbitres que la FCF va fer pública per arbitrar partits oficials.
Un cop va penjar les botes, va formar part de diverses juntes directives del president Matas durant els anys 20 i després de l'acomiadament de l'entrenador anglès Ralph Kirby al novembre de 1924, va agafar la direcció del primer equip fins a la temporada seguent.

## Palmarès
- Ascens a la màxima categoria del Campionat de Catalunya:
  - 1918-19